# Kōnan (Aichi)
Kōnan (江南市 Kōnan-shi?) es una ciudad que se encuentra al noroeste de la Prefectura de Aichi, Japón.
Según datos del 2010, la ciudad tiene una población estimada de 100.263 habitantes y una densidad de 3.320 personas por km². El área total es de 30,17 km².
La ciudad fue fundada el 1 de junio de 1954.

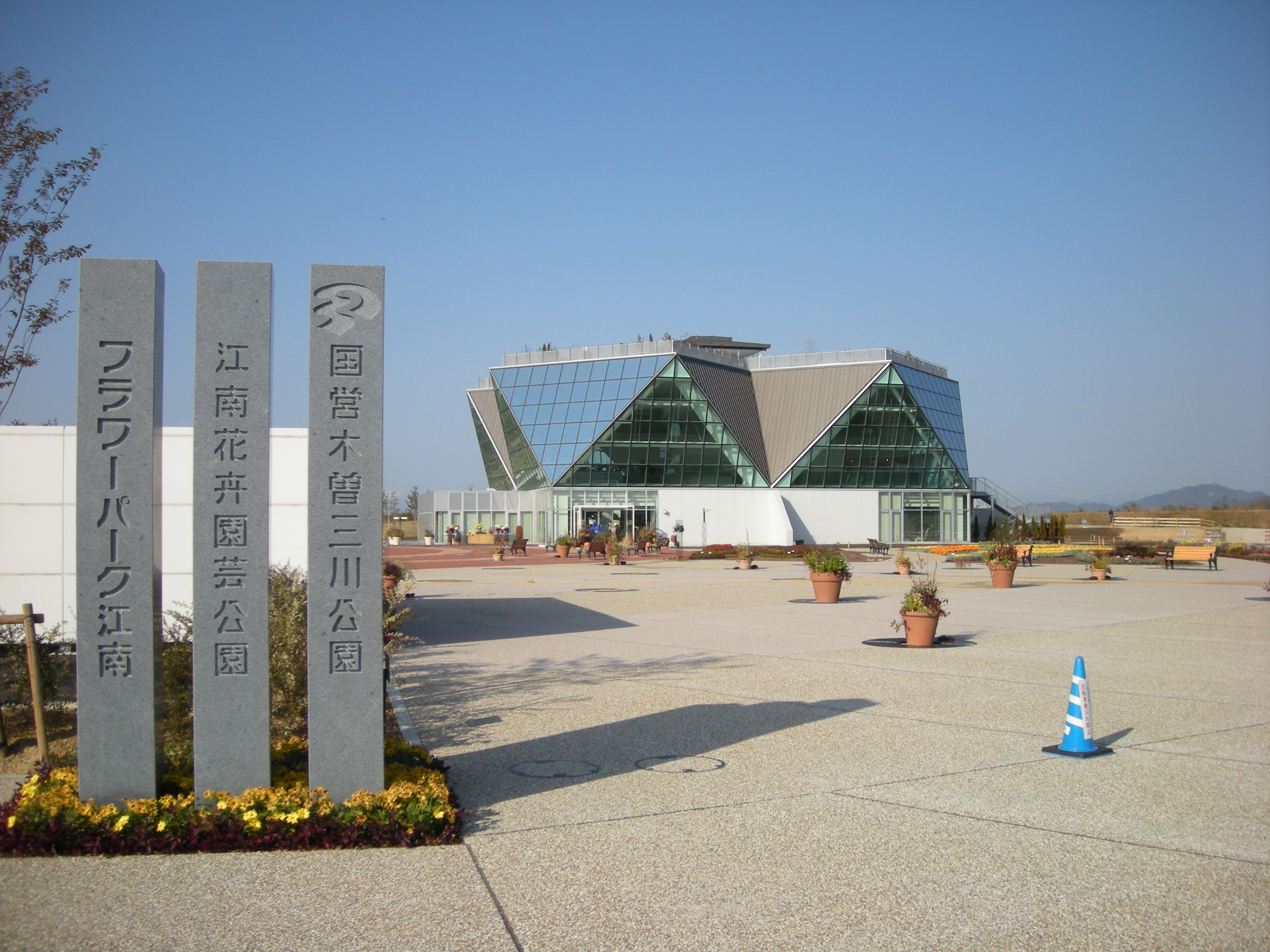
Flour Park Kōnan